# اس‌ام یوبی-۶۲
اس‌ام یوبی-۶۲ (به انگلیسی: SM UB-62) یک زیردریایی است که طول آن ۵۵٫۵۲ متر (۱۸۲٫۲ فوت) می‌باشد. این زیردریایی در سال ۱۹۱۷ ساخته شد.